# 20 Yanvar (stanice metra v Baku)
20 Yanvar je stanice na lince 2 metra v Baku, která se nachází mezi stanicemi İnşaatçılar a Memar Əcəmi. Stanice byla otevřena 31. prosince 1985.
Současný název připomíná Černý leden – sovětskou intervenci v Baku ve dnech 19. a 20. ledna 1990, během níž došlo k masakru ázerbájdžánských civilistů. Až do 27. dubna 1992 se stanice jmenovala XI Qızıl Ordu Meydanı (Náměstí 11. rudé armády – té, která v roce 1920 obsadila území Ázerbájdžánu, což vedlo k jeho připojení k sovětskému Rusku).

## Bombové útoky
Dne 19. března 1994 ve 13:00 došlo na stanici 20 Yanvar k pokusu o atentát. Bomba se zpožděným zážehem explodovala v prvním vagonu vlaku, když souprava zastavila ve stanici. Teroristický útok si vyžádal 14 mrtvých a 49 zraněných. Atentátník Oktaj Gurbanov byl při výbuchu zabit. Mezi oběťmi byl i ázerbájdžánský jazzový hudebník a národní umělec Ázerbájdžánu Rafiq Babayev. Výbuch vedl k částečnému zřícení stropu stanice.